# La tortura
"La Tortura" é uma canção gravada pela artista musical colombiana Shakira, com participação do cantor espanhol Alejandro Sanz, para o sexto álbum de estúdio de Shakira, Fijación Oral, Vol. 1 (2005). Foi lançada em 15 de abril  de 2005, pela Epic Records como single principal do álbum. A música foi escrita e produzida pela cantora, com escrita e produção adicionais dos colaboradores de longa data Luis Fernando Ochoa e Lester Mendez, respectivamente. "La Tortura" é uma música pop latina com influências proeminentes do reggaeton e liricamente conta a história de uma mulher que foi emocionalmente "torturada" porque seu namorado a enganou e eventualmente a deixou por outra, e agora retornou implorando perdão.
Após o lançamento, a música recebeu críticas em sua maioria positivas dos críticos de música, que concordaram que a música era uma parte proeminente do Fijación Oral, Vol. 1. "La Tortura" também foi bem recebido comercialmente, liderando as paradas da Hot Latin Songs, Latin Pop Songs e Tropical Songs, nos Estados Unidos. No resto do mundo, a música encabeçou as paradas da Venezuela, Espanha e Hungria. Um videoclipe de acompanhamento foi lançado para a promoção do single, e foi dirigido por Michael Haussman.
A música recebeu vários prêmios e indicações, incluindo dois prêmios Grammy Latino na cerimônia de 2006 para gravação do ano e canção do ano. "La Tortura" é um dos singles mais vendidos de todos os tempos, com mais de cinco milhões de cópias vendidas em todo o mundo, sendo certificado de ouro nos Estados Unidos pela Recording Industry Association of America (RIAA), por 500.000 vendas digitais. Também foi reconhecida como a canção espanhola mais vendida, com mais de um milhão de vendas digitais até o momento. Como promoção, Shakira fez uma série de apresentações em vários programas de televisão e premiações.

## Antecedentes e composição
O single é um dueto entre Shakira e o cantor espanhol Alejandro Sanz, ambos os quais também o compuseram ao lado de Luis Fernando Ochoa. Foi mixado por Gustavo Celis.
"La Tortura" é uma faixa inspirada no reggaeton que liricamente conta a história de uma mulher que foi emocionalmente "torturada" porque seu namorado que a enganou e eventualmente a deixou por outra e agora voltou implorando perdão. Ele se desculpa descaradamente, e usa como justificativa para seu ato, dizendo que a infidelidade é algo natural para os homens e que a mulher não perdoando estaria tendo uma atitude irracional. No entanto, no final da música, a personagem de Shakira o humilha e diz que não vai chorar mais por ele.

### Remixes
O single e o álbum também incluíram um remix da música de Gustavo Celis intitulado "The Shaketon Mix", combinando um ritmo reggaeton. Um videoclipe separado (também dirigido por Michael Haussman) também foi feito para este remix. Este clipe também entrou na contagem regressiva do TRL.
Há outro remix oficial em reggaeton chamado "Eddie Arroyo Reggaeton Remix". Outra mixagem oficial foi lançado, o "Tracy Young Special According Mix" e outros remixes também foram feitos por DJs independentes. Uma versão alternativa desta música, é apresentado como uma faixa bônus no re-lançamento do álbum Oral Fixation Vol. 2, com o refrão sendo cantado parcialmente em língua inglesa.

## Recepção da crítica
A música recebeu críticas positivas da maioria dos críticos de música. Matt Cibula do PopMatters escreveu uma revisão extensa, dizendo que "O grande single não é tão reggaeton, embora aproveite ao máximo a batida do ritmo. O que realmente interessa são essas duas vozes superaquecidas que trabalham e se contraem e a maneira que uma batalha inegável realmente ganha vida quando há realmente uma melodia bonita embaixo dela". Spencer D. da IGN, escreveu que "os instrumentos musicais mais "étnicos" em "La Tortura" (acordeão, flauta, guitarra espanhola, ritmos acelerados e os vocais masculinos complementares de Alejandro Sanz) fazem da canção uma das inclusões mais divertidas e distintas no álbum; uma parte de Shakira sendo Shakira e evitando um choque entre seus vocais e o do artista convidado".

## Performance comercial
Desde o seu lançamento como single, a música tornou-se uma das canções latinas mais importantes a entrar nos países de língua inglesa nos Estados Unidos e Canadá. "La Tortura" chegou a posição de número 23 no Billboard Hot 100 em menos de vinte semanas após o lançamento e ficou no número 60 na parada do final do ano. A canção foi certificada de ouro pela Recording Industry Association of America (RIAA) pelas mais de 500 mil vendas digitais. A música também manteve o recorde de mais tempo na parada da Billboard Hot Latin Tracks, ficando um total de 25 semanas não consecutivas até que foi destronada pela música "Bailando" de Enrique Iglesias em 2014. No gráfico de final de ano da revista Billboard (que mostra as músicas mais tocadas do ano); "La Tortura" foi a música número um na parada da Hot Latin Tracks e ficou em terceiro lugar no gráfico de 25 Anos da Hot Latin Songs.
A faixa também foi bem sucedida na Europa, ficando entre os dez primeiros em quase todos os países que entrou. Ele estreou no número um no Spanish Singles Chart, enquanto na Suíça, a música ficou entre as cinco primeiras por quinze semanas consecutivas, embora nunca tenha alcançado a posição superior. Na Hungria, a música passou oito semanas consecutivas na posição número um. "La Tortura" não foi lançado como um single oficial no Reino Unido até dezembro de 2006, empacotado com o lançamento de "Illegal" e alcançando o número 34 no UK Singles Chart. Como resultado, foi apresentado na edição de 2007 do Guinness World Records. "La Tortura" foi escolhida como a quinta música favorita do mundo em uma pesquisa global feita pela Sony Ericsson, na qual 700 mil fãs de música de 66 países contribuíram.

## Videoclipe

Shakira e Alejandro Sanz no videoclipe de "La Tortura".

O videoclipe de acompanhamento de "La Tortura" foi dirigido por Michael Haussman. filmado de 8 a 12 de abril de 2005. Tem um enredo simples: do apartamento de sua nova namorada, Sanz espia Shakira enquanto ela anda pela rua segurando uma sacola de cebolas a caminho de seu próprio apartamento, que fica do outro lado da rua do apartamento da namorada de Sanz. Quando Shakira entra em seu apartamento, ela muda de roupa. A partir desse momento, Sanz lembra as coisas que os dois fizeram no passado como um casal, enquanto Shakira revela seu alter-ego dançando eróticamente no telhado do prédio, coberta de tinta preta. A coreografia do clipe foi feita por Jamie King e Shakira.
O clipe é notável por ser o primeiro vídeo em espanhol a ser exibido na MTV. O canal também mostrou todo os bastidores em um episódio da série Making the Video em espanhol, com legendas em inglês. A versão de remix da música, conhecida como "La Tortura (Shaketon Remix)", tem seu próprio clipe (também dirigido por Haussman) com algumas cenas anteriormente não inseridas. Este vídeo pode ser visto no box Oral Fixation Volumes 1 & 2 DVD extra. O vídeo foi coroado com um "Vevo Certified" pelo site de videoclipes Vevo, por ter alcançado mais de 100 milhões de visualizações no YouTube. O videoclipe da música foi nomeado a Melhor Vídeo Feminino, Melhor Vídeo de Dança e Escolha da Audiência no MTV Video Music Awards de 2005.

## Faixas e formatos
Maxi CD
1. "La Tortura" (Versão do álbum) - 3:36
2. "La Tortura" (shaketon Reggaeton Remix) - 3:12
3. "La Pared" (versão acústica) - 2:39

## Prêmios
MTV Video Music Awards de 2005
- Escolha da Audiência (indicado)
- Melhor Vídeo Feminino (indicado)
- Melhor Vídeo de Dança (indicado)

Grammy Latino de 2006
- Grammy Latino de Gravação do Ano (Ven)
- Grammy Latino de Canção do Ano (Ven)

Los Premios MTV Latinoamérica
- Vídeo do Ano (Ven)

NRJ Music Awards
- Canção Internacional do Ano (Ven)

Billboard Music Awards
- Canção Latina Mais Quete do Ano (Ven)

Billboard Latin Music Awards
- Canção do Ano (Ven)
- Canção do Ano, Duo Vocal (Ven)
- Ringtone do Ano (Ven)

## Desempenho nas tabelas musicais
| Chart (2005)                                   | Maior posição |
| ---------------------------------------------- | ------------- |
| O campo songid é OBRIGATÓRIO PARA PARADA ALEMÃ | 4             |
| Áustria (Ö3 Austria Top 75)                    | 3             |
| Bélgica (Ultratop 50 de Flandres)              | 8             |
| Bélgica (Ultratop 50 da Valônia)               | 5             |
| Canadá (Canadian Hot 100)                      | 21            |
| Dinamarca (Hitlisten)                          | 7             |
| Espanha (PROMUSICAE)                           | 1             |
| Estados Unidos (Billboard Hot 100)             | 23            |
| Estados Unidos (Billboard Hot Latin Songs)     | 1             |
| EUA (Billboard Tropical Songs)                 | 1             |
| Estados Unidos (Billboard Latin Pop Airplay)   | 1             |
| Europa (Billboard European Hot 100 Singles)    | 5             |
| Finlândia (Suomen virallinen lista)            | 6             |
| França (SNEP)                                  | 7             |
| Hungria (Rádiós Top 40)                        | 1             |
| Hungria (Single Top 40)                        | 3             |
| Hungria (Dance Top 40)                         | 5             |
| Itália (FIMI)                                  | 3             |
| Países Baixos (Dutch Top 40)                   | 3             |
| República Checa (Rádio Top 100)                | 24            |
| República Checa (Singles Digitál Top 100)      | 78            |
| Suécia (Sverigetopplistan)                     | 6             |
| Suíça (Schweizer Hitparade)                    | 2             |
| Venezuela (Record Report)                      | 1             |

| Gráfico do final do ano (2005)             | Posição |
| ------------------------------------------ | ------- |
| Áustria (Austrian Singles Chart)           | 14      |
| Bélgica (Belgian (Flanders) Singles Chart) | 22      |
| Bélgica (Belgian (Wallonia) Singles Chart) | 10      |
| Espanha (Spanish Singles Chart)            | 4       |
| EUA (Billboard Hot 100)                    | 60      |
| EUA (Billboard Hot Latin Songs)            | 1       |
| França (French Singles Chart)              | 22      |
| Hungria (Hungarian Airplay Chart)          | 1       |
| Países Baixos (Dutch Top 40)               | 3       |
| Suíça (Swiss Singles Chart)                | 3       |

## Vendas e certificações
| Região | Certificação | Vendas     |
| --- | ------------ | ---------- |
| Alemanha (BVMI) | 3× Ouro      | 150,000^   |
| Áustria (IFPI Áustria) | Ouro         | 15,000*    |
| Dinamarca (IFPI Dinamarca) | Ouro         | 15,000^    |
| Estados Unidos (RIAA) | 32× Platina  | 1,920,000‡ |
| Estados Unidos (RIAA) Ringtone | Platina      | 1,000,000^ |
| México (AMPROFON) | Ouro         | 50,000*    |
| Suíça (IFPI Suíça) | Ouro         | 20,000^    |
| *números de vendas baseados somente na certificação ^distribuições baseadas apenas na certificação ‡vendas+valores de streaming baseados somente na certificação |              |            |